# Lou Reed (album)
Lou Reed – debiutancki album Lou Reeda wydany przez wytwórnię RCA Records w kwietniu 1972. Nagrań dokonano na przełomie grudnia 1971 i stycznia 1972 w londyńskim Morgan Studios.

## Lista utworów
| 1.  | "I Can't Stand It" (L. Reed)                                   | 2:37  |
|     |                                                                |       |
| 2.  | "Going Down" (L. Reed)                                         | 2:57  |
|     |                                                                |       |
| 3.  | "Walk and Talk It" (L. Reed)                                   | 3:40  |
|     |                                                                |       |
| 4.  | "Lisa Says" (L. Reed)                                          | 5:34  |
|     |                                                                |       |
| 5.  | "Berlin" (L. Reed)                                             | 5:16  |
|     |                                                                |       |
| 6.  | "I Love You" (L. Reed)                                         | 2:21  |
|     |                                                                |       |
| 7.  | "Wild Child" (L. Reed)                                         | 4:41  |
|     |                                                                |       |
| 8.  | "Love Makes You Feel" (L. Reed)                                | 3:13  |
|     |                                                                |       |
| 9.  | "Ride into the Sun" (L. Reed, J. Cale, S. Morrison, M. Tucker) | 3:16  |
|     |                                                                |       |
| 10. | "Ocean" (L. Reed)                                              | 5:06  |
|     |                                                                |       |
|     |                                                                | 38:41 |
|     |                                                                |       |

## Skład
- Lou Reed – śpiew, gitara, instr. klawiszowe
- Clem Cattini – perkusja
- Helene Francois – dalszy śpiew
- Kay Garner – dalszy śpiew
- Steve Howe – gitara
- Les Hurdle – gitara basowa
- Paul Keogh – gitara, gitara akustyczna
- Brian Odgers – gitara basowa
- Caleb Quaye – gitara, gitara akustyczna, pianino
- Rick Wakeman – pianino, instr. klawiszowe

produkcja
- Mike Bobak – inżynier dźwięku
- Richard Robinson – producent